# Llista d'asos de l'aviació de la Primera Guerra Mundial amb 7 victòries
El terme as fou utilitzat per primer cop per la premsa francesa durant la Primera Guerra Mundial, descrivint Adolphe Pégoud com l'as, després d'haver abatut 5 aparells alemanys. Al principi de la Primera Guerra Mundial encara no existien els combats aeris i els aparells eren únicament de reconeixement. Tan bon punt els aparells van començar a ser capaços d'abatre o de forçar a aterrar altres aparells, sistemes d'acreditació de victòries van aparèixer.
En els primers passos de l'aviació militar, diferents serveis aeris van desenvolupar diferents mètodes d'acreditació de victòries aèries. Cap d'aquests sistemes era 100% fiable i eren constantment subjectes a variacions. De fet, el nombre de victòries per a ser considerat com un as oficialment variava depenent del servei militar.
Els alemanys no utilitzaven el terme as sinó que es referien als pilots alemanys amb 10 victòries com a Überkanone, assignant cada victòria a un pilot en concret, i només després d'haver verificat visualment la destrucció total o parcial de l'aparell enemic. El sistema de l'Armée de l'Air francesa només comptava els aparells totalment destruïts, però acreditaven a tot aquell pilot o observador que hagués participat en la victòria, que en alguns casos podien ser diversos individuals. La majoria de les altres nacions (inclosos els Estats Units) van adoptar el sistema francès. Els aparells britànics lluitaven normalment sobre territori alemany i, per tant, no podien fer servir el mateix mètode que els alemanys, de verificar visualment totes les victòries. Al principi les batalles resultaven sovint en l'oponent forçat a aterrar o expulsat del territori essent obligat a marxar cap al seu territori. Per això, els britànics acreditaven combats categoritzats de decisius pels mateixos comandants d'esquadró; podent incloure aparells alemanys expulsats del territori o aparells que havien estat vistos per última vegada for a de control sense verificar si realment havien acabat estavellant-se. Les acreditacions dels russos reflectien a vegades victòries on l'enemic no havia estat totalment destruït. El terme as mai va ser utilitzat oficialment pels britànics.
Tot i que l'estatus d'as era sovint associat als pilots de caça, tant els bombarders com els aparells de reconeixement, i observadors en aparells biplaça com per exemple el Bristol F.2b (Bristol Fighter) també obtenien victòries sobre l'enemic. En ambdós bàndols, si un aparell biplaça aconseguia una victòria, aquesta era acreditada a ambdós membres de l'equip, tant el pilot com l'observador/metralladora. Com que alguns pilots formaven equips amb diversos observadors/metralladora en aparells biplaça, es podia donar el cas que els observadors fossin asos mentre que els pilots no.

## Llegenda

### Condecoracions
Condecoració* indica que una barra s'ha afegit a la cinta de la condecoració en qüestió, resultat de l'obtenció de la medalla per segon cop.

Condecoració** i Condecoració*** similarment a l'anterior per al tercer i quart cop respectivament, de l'obtenció de la condecoració.

#### Aliats
| Condecoració | País         | Galó                                     | Títol                             | Anotacions |
| ------------ | ------------ | ---------------------------------------- | --------------------------------- | --- |
| AFC          | Regne Unit   | Creu de la Força Aèria                   | Creu de la Força Aèria            | Expedida per actes de galanteria en vol durant operacions no actives per premiar oficials inclosos els de la Royal Air Force                                                |
| CBE          | Regne Unit   | Orde de l'Imperi Britànic                | Orde de l'Imperi Britànic         | Orde de cavalleria creat per Jordi V del Regne Unit |
| CdeG         | França       | Creu de Guerra francesa                  | Creu de Guerra                    | Condecoració militar francesa, coneguda per ésser atorgada normalment a forces aliades a França                                                                             |
| BCdeG        | Bèlgica      | Creu de Guerra belga                     | Creu de Guerra                    | Condecoració militar belga, coneguda per ésser atorgada normalment a forces aliades a Bèlgica                                                                               |
| CdeLd'H      | França       | Legió d'Honor                            | Legió d'Honor                     | Condecoració militar francesa atorgada per conducta militar/civil excel·lent, sota investigació oficial                                                                     |
| CG           | Itàlia       | Creu de Guerra al Valor Militar italiana | Creu de Guerra al Valor Militar   | Condecoració militar italiana |
| DCM          | Regne Unit   | Medalla de la Conducta Distingida        | Medalla de la Conducta Distingida | Condecoració militar britànica |
| DFC          | Regne Unit   | Creu dels Vols Distingits (Regne Unit)   | Creu dels Vols Distingits         | Atorgada a oficials de la Royal Air Force al valor i galanteria durant operacions actives contra l'enemic a l'aire                                                          |
| DFC(US)      | Estats Units | Creu dels Vols Distingits (Estats Units) | Creu dels Vols Distingits         | Atorgada a oficials o qualsevol altre militar allistat amb les forces armades estatunidenques que es distingeix per l'heroisme o la consecució d'algun acte heroic a l'aire |
| DFM          | Regne Unit   | Medalla dels Vols Distingits             | Medalla dels Vols Distingits      | Condecoració per a militars de menys rang al reconeixement d'algun acte heroic                                                                                              |
| DSC          | Regne Unit   | Creu del servei distingit                | Creu del Servei Distingit         | |
| DSC(US)      | Estats Units | Creu del Servei Distingit                | Creu del Servei Distingit         | |
| DSO          | Regne Unit   | Orde del Servei Distingit                | Orde del Servei Distingit         | Atorgada per la consecució d'algun acte meritòri en temps de guerra, normalment en situacions de combat                                                                     |
| DSM          | Regne Unit   | Medalla del Servei Distingit             | Medalla del Servei Distingit      | Equivalent a la Creu del Servei Distingit |
| MC           | Regne Unit   | Creu militar                             | Creu Militar                      | |
| MOH          | Estats Units | Medalla d'Honor                          | Medalla d'Honor                   | La condecoració de més nivell atorgada pel govern dels Estats Units |
| MiD          |              |                                          | Menció als Despatxos              | |
| MM           | Regne Unit   | Medalla militar                          | Medalla Militar                   | Equivalent a la Creu Militar, però per a sots-oficials i tropa |
| MM(fr)       | França       | Medalla militar                          | Medalla Militar                   | Condecoració de la República Francesa |
| MMV          | Itàlia       | Creu de Guerra al Valor Militar italiana | Medalla al Valor Militar          | Condecoració italiana |
| OB           | Regne Unit   | Orde del Bany                            | Orde del Bany                     | La quarta orde més antiga de la cavalleria britànica |
| OC           | Bèlgica      | Orde de la Corona                        | Orde de la Corona                 | Condecoració belga |
| OLII         | Bèlgica      | Orde de Leopold II                       | Orde de Leopold II                | Condecoració atorgada per mèrits a Bèlgica |
| OR           | Grècia       | Orde del Redemptor                       | Orde del Redemptor                | Atorgada a tots aquells que han defensats els interessos de Grècia en temps de guerra                                                                                       |
| OSA          | Rússia       | Orde de Santa Anna                       | Orde de Santa Anna                | Condecoració de cavalleria primer de Holstein i més tard de Rússia |
| OSG          | Rússia       | Orde de Sant Jordi                       | Orde de Sant Jordi                | Atorgada a oficials militars i generals únicament per la demostració de valor i habilitat front l'enemic                                                                    |
| OSR          | Romania      | Orde de l'Estrella de Romania            | Orde de l'Estrella de Romania     | Condecoració de més nivell romanesa |
| OSS          | Rússia       | Orde de Sant Estanislau                  | Orde de Sant Estanislau           | Condecoració russa a una carrera civil o servei militar distingits |
| OSV          | Rússia       | Orde de Sant Vladimir                    | Orde de Sant Vladimir             | Orde imperial russa |
| OWE          | Polònia      | Orde de l'Àliga Blanca                   | Orde de l'Àliga Blanca            | Atorgada en reconeixement del servei, tant civil com militar, a favor dels interessos de Polònia                                                                            |
| Cr St Geo    | Rússia       | Orde de Sant Jordi                       | Creu de Sant Jordi                | Condecoració a oficial de poc rang, soldats o mariners en reconeixement del valor mostrat davant l'enemic                                                                   |
| VC           | Regne Unit   | Creu Victòria                            | Creu Victòria                     | Condecoració britànica més important, atorgada al valor en front l'enemic                                                                                                   |

#### Forces Centrals
| Condecoració | País                  | Galó                            | Títol                           | Anotacions                                                                              |
| ------------ | --------------------- | ------------------------------- | ------------------------------- | --------------------------------------------------------------------------------------- |
| HOH          | Alemanya Imperial     | Orde de la Casa de Hohenzollern | Orde de la Casa de Hohenzollern | Orde de cavalleria de Hohenzollern                                                      |
| IC           | Alemanya Imperial     | Creu de Ferro                   | Creu de Ferro                   | Condecoració de Prússia, més tard d'Alemanya                                            |
| MMC(AH)      | Imperi austrohongarès | Creu del Mèrit Militar          | Creu del Mèrit Militar          | Condecoració militar de l'Imperi Austrohongarès                                         |
| MMC(P)       | Regne de Prússia      | Creu de Ferro                   | Creu del Mèrit Militar          | Condecoració més important al valor de Prússia per a oficials de poc rang i soldats     |
| MMM          | Imperi austrohongarès | Creu del Mèrit Militar          | Medalla del Mèrit Militar       | Condecoració militar de l'Imperi Austrohongarès                                         |
| MFB          | Imperi austrohongarès | Creu del Mèrit Militar          | Medalla per Valentia            | Condecoració militar de l'Imperi Austrohongarès                                         |
| MOMJ         | Baviera               | Orde Militar de Max Joseph      | Orde Militar de Max Joseph      | Condecoració militar més important de l'Imperi de Baviera                               |
| MOSH         | Regne de Saxònia      | Orde Militar de Sant Enric      | Orde Militar de Sant Enric      | Condecoració militar més important de l'Imperi de Saxònia                               |
| OIC          | Imperi austrohongarès | Orde de la Corona de Ferro      | Orde de la Corona de Ferro      | Orde austríaca imperial                                                                 |
| OL           | Imperi austrohongarès | Orde de Leopold                 | Orde de Leopold                 | Condecoració austríaca com a reconeixement al valor mostrat davant l'enemic             |
| PLM          | Regne de Prússia      | Pour le Mérite                  | Pour le Mérite                  | Condecoració militar més important de Prússia fins a la fi de la Primera Guerra Mundial |
| WB           | Alemanya Imperial     |                                 | Insígnia de Ferit               | Atorgada als soldats ferits/amb congelacions de l'exèrcit imperial alemany              |

## Asos
| As                             | País            | Servei Militar                                                                                     | Victòries | Anotacions |
| ------------------------------ | --------------- | -------------------------------------------------------------------------------------------------- | --------- | --- |
| Frank Alberry                  | Australia       | Australian Flying Corps                                                                            | 7         | |
| Charles Allen                  | United Kingdom  | Royal Naval Air Service, Royal Air Force                                                           | 7         | Orde de la Corona i Creu de Guerra (Bèlgica) Creu de Guerra                                                                                                 |
| Fritz Anders                   | Germany         | Luftstreitkräfte                                                                                   | 7         | Creu de Ferro |
| Ernest Antcliffe               | United Kingdom  | Royal Flying Corps, Royal Air Force                                                                | 7         | Creu dels Vols Distingits |
| Alfred Auger                   | France          | Aéronautique Militaire                                                                             | 7         | Legió d'Honor, Creu de Guerra |
| Thomas Barkell                 | Australia       | Australian Flying Corps                                                                            | 7         | Creu dels Vols Distingits |
| Gerhard Bassenge               | Germany         | Luftstreitkräfte                                                                                   | 7         | |
| John Bateman                   | United Kingdom  | Royal Flying Corps, Royal Air Force                                                                | 7         | |
| Francois Battesti              | France          | Aéronautique Militaire                                                                             | 7         | Legió d'Honor, Medalla Militar, Creu de Guerra |
| Alan Duncan Bell-Irving        | Canada          | Royal Flying Corps, Royal Air Force, Royal Canadian Air Force                                      | 7         | Creu Militar amb Barra, Creu de Guerra (França). Comodor de l'Aire durant la II Guerra Mundial..                                                            |
| Charles J. Biddle              | United States   | Aéronautique Militaire, US Army Air Service                                                        | 7         | Creu del Servei Distingit, Legió d'Honor, Creu de Guerra (França), Orde de Leopold II (Bèlgica)                                                             |
| Thomas Birmingham              | Canada          | Royal Flying Corps, Royal Air Force                                                                | 7         | |
| William Harry Bland            | United Kingdom  | Royal Flying Corps, Royal Air Force                                                                | 7         | Creu de Guerra (França) |
| Andre Bosson                   | France          | Aéronautique Militaire                                                                             | 7         | Medalla Militar, Creu de Guerra |
| Cecil Brock                    | Canada          | Royal Naval Air Service, Royal Air Force                                                           | 7         | |
| George Al Brooke               | United Kingdom  | Royal Flying Corps, Royal Air Force                                                                | 7         | |
| Helmut Bruenig                 | Germany         | Luftstreitkräfte                                                                                   | 7         | |
| Archibald Buchanan             | United States   | Royal Naval Air Service, Royal Air Force                                                           | 7         | Creu dels Vols Distingits, Creu de Guerra (França) |
| Stanton Bunting                | United Kingdom  | Royal Flying Corps, Royal Air Force                                                                | 7         | |
| David Luther Burgess           | Canada          | Royal Flying Corps, Royal Air Force                                                                | 7         | Creu Militar |
| Lynn Campbell                  | Canada          | Royal Flying Corps, Royal Air Force                                                                | 7         | |
| Eugene Camplan                 | France          | Aéronautique Militaire                                                                             | 7         | Legió d'Honor, Medalla Militar, Creu de Guerra |
| Leslie Capel                   | United Kingdom  | Royal Flying Corps, Royal Air Force                                                                | 7         | |
| Reed Chambers                  | United States   | US Army Air Service                                                                                | 7         | Creu del Servei Distingit, Legió d'Honor i Creu de Guerra (França)                                                                                          |
| Robert Chandler                | United Kingdom  | Royal Flying Corps, Royal Air Force                                                                | 7         | Creu dels Vols Distingits |
| Charles Chapman                | United Kingdom  | Royal Flying Corps                                                                                 | 7         | Creu Militar, Orde de Leopold i Creu de Guerra (Bélgica) |
| Fernand Henri Chavannes        | France          | Aéronautique Militaire                                                                             | 7         | Legió d'Honor, Medalla Militar, Creu de Guerra |
| William Chisam                 | United Kingdom  | Royal Naval Air Service                                                                            | 7         | |
| Arthur Claydon                 | United Kingdom  | Royal Flying Corps, Royal Air Force                                                                | 7         | Creu dels Vols Distingits |
| Stanley Cockerell              | United Kingdom  | Royal Flying Corps, Royal Air Force                                                                | 7         | Orde de la Corona i Creu de Guerra |
| James Connelly                 | United States   | Aéronautique Militaire                                                                             | 7         | Creu del Servei Distingit, Medalla Militar i Creu de Guerra (França)                                                                                        |
| Harvey Weir Cook               | United States   | US Army Air Service                                                                                | 7         | Creu del Servei Distingit |
| Arthur Cooper                  | United Kingdom  | Royal Flying Corps, Royal Air Force                                                                | 7         | Creu al Mèrit de Guerra (Itàlia) |
| Sidney Cowan                   | United Kingdom  | Royal Flying Corps                                                                                 | 7         | Creu Militar amb dues Barres |
| Jesse Creech                   | United States   | Royal Flying Corps, US Army Air Service                                                            | 7         | Creu del Servei Distingit, Creu dels Vols Distingits (Regne Unit)                                                                                           |
| Roland Critchley               | United Kingdom  | Royal Flying Corps, Royal Air Force                                                                | 7         | |
| Edward Crundall                | United Kingdom  | Royal Naval Air Service, Royal Air Force                                                           | 7         | Creu dels Vols Distingits, Creu de la Força Aèria |
| Theodor Dahlman                | Germany         | Luftstreitkräfte                                                                                   | 7         | |
| Rowan Daly                     | United Kingdom  | Royal Naval Air Service, Royal Air Force                                                           | 7         | Creu del Servei Distingit |
| Ernest Davies                  | Australia       | Australian Flying Corps                                                                            | 7         | Creu dels Vols Distingits |
| Ernest Davis                   | Canada          | Royal Flying Corps, Royal Air Force                                                                | 7         | |
| Pierre De Cazenove De Pradines | France          | Aéronautique Militaire                                                                             | 7         | Legió d'Honor, Medalla Militar, Creu de Guerra |
| Pierre Delage                  | France          | Aéronautique Militaire                                                                             | 7         | Legió d'Honor, Medalla Militar, Creu de Guerra |
| Robert Delannoy                | France          | Aéronautique Militaire                                                                             | 7         | Legió d'Honor, Creu de Guerra |
| Francois Delzenne              | France          | Aéronautique Militaire                                                                             | 7         | Legió d'Honor, Medalla Militar, Creu de Guerra |
| Francois de Rochechouart       | France          | Aéronautique Militaire                                                                             | 7         | Legió d'Honor, Creu de Guerra |
| Noel de Rochefort              | France          | Aéronautique Militaire                                                                             | 7         | Legió d'Honor, Medalla Militar, Creu de Guerra |
| Jean Derode                    | France          | Aéronautique Militaire                                                                             | 7         | Legió d'Honor, Creu de Guerra (França), Creu de Guerra (Bèlgica)                                                                                            |
| James Dewhirst                 | United Kingdom  | Royal Naval Air Service, Royal Air Force                                                           | 7         | Creu dels Vols Distingits |
| Helmut Dilthey                 | Germany         | Luftstreitkräfte                                                                                   | 7         | Creu de Ferro |
| Roy Dodds                      | United States   | Royal Flying Corps, Royal Air Force, Royal Canadian Air Force                                      | 7         | Creu dels Vols Distingits |
| Henry Dolan                    | United Kingdom  | Royal Flying Corps, Royal Air Force                                                                | 7         | Creu Militar |
| John Donaldson                 | United States   | Royal Flying Corps, US Army Air Service adjunt a la Royal Air Force                                | 7         | Creu del Servei Distingit, Creu dels Vols Distingits (Regne Unit), Creu de Guerra (Bèlgica)                                                                 |
| Thomas A. Doran                | United Kingdom  | Royal Flying Corps, Royal Air Force                                                                | 7         | |
| Rene Doumer                    | France          | Aéronautique Militaire                                                                             | 7         | Legió d'Honor, Creu de Guerra |
| Arthur Draisey                 | United Kingdom  | Royal Flying Corps, Royal Air Force                                                                | 7         | Orde de Sant Estanilau |
| Herbert Drewitt                | New Zealand     | Royal Flying Corps,                                                                                | 7         | Creu Militar, Creu de la Força Aèria |
| Pierre Ducornet                | France          | Aéronautique Militaire                                                                             | 7         | Legió d'Honor, Medalla Militar, Creu de Guerra |
| Raoul Echard                   | France          | Aéronautique Militaire                                                                             | 7         | Legió d'Honor, Creu de Guerra |
| Cedric Edwards                 | United Kingdom  | Royal Naval Air Service, Royal Air Force                                                           | 7         | Creu dels Vols Distingits |
| Leopoldo Eleuteri              | Italy           | Corpo Aeronautico Militare                                                                         | 7         | Medalla de Plata al Valor Militar (3) |
| Herbert Ellis                  | United Kingdom  | Royal Flying Corps, Royal Air Force                                                                | 7         | Creu Militar |
| Conway Farrell                 | Canada          | Royal Flying Corps, Royal Air Force                                                                | 7         | Creu dels Vols Distingits |
| Julius Fichter                 | Germany         | Luftstreitkräfte                                                                                   | 7         | |
| George Foster                  | Canada          | Royal Flying Corps, Royal Air Force                                                                | 7         | Creu dels Vols Distingits |
| Gordon Fox-Rule                | United Kingdom  | Royal Flying Corps, Royal Air Force                                                                | 7         | Creu dels Vols Distingits, Creu de Guerra (França) |
| Adrian Franklyn                | United Kingdom  | Royal Flying Corps, Royal Air Force                                                                | 7         | Creu Militar |
| Maurice Freehill               | United Kingdom  | Royal Flying Corps, Royal Air Force                                                                | 7         | Creu dels Vols Distingits |
| Josef Friedrich                | Austria-Hungary | Luftfahrtruppen                                                                                    | 7         | Creu al Mèrit Militar (2), Medalla al Mèrit Militar |
| Mario Fucini                   | Italy           | Corpo Aeronautico Militare                                                                         | 7         | Medalla al Valor Militar (1 de Plata i 1 de Bronze) |
| John Gamon                     | United Kingdom  | Royal Naval Air Service, Royal Air Force                                                           | 7         | Creu del Servei Distingit |
| Eric Gilroy                    | Canada          | Royal Flying Corps, Royal Air Force                                                                | 7         | |
| Hans Goerth                    | Germany         | Luftstreitkräfte                                                                                   | 7         | Creu de Ferro |
| Walter Grant                   | Australia       | Australian Flying Corps, Royal Air Force                                                           | 7         | |
| William Gray                   | United Kingdom  | Royal Flying Corps, Royal Air Force                                                                | 7         | Creu dels Vols Distingits |
| Wilfred Green                  | United Kingdom  | Royal Flying Corps, Royal Air Force                                                                | 7         | Creu dels Vols Distingits, Legió d'Honor i Creu de Guerra                                                                                                   |
| John Griffith                  | United States   | Royal Flying Corps, Royal Air Force, United States Army Air Force, United States Air Force         | 7         | Creu dels Vols Distingits, Orde de Sant Vladimir (Rússia)                                                                                                   |
| Gisbert-Wilhelm Groos          | Germany         | Luftstreitkräfte                                                                                   | 7         | |
| Hermann Habich                 | Germany         | Luftstreitkräfte                                                                                   | 7         | |
| Frank Hale                     | United States   | Royal Flying Corps, Royal Air Force                                                                | 7         | Creu dels Vols Distingits |
| Frederick Hall                 | United Kingdom  | Royal Naval Air Service, Royal Air Force                                                           | 7         | |
| Herbert Hamilton               | United Kingdom  | Royal Flying Corps, Royal Air Force                                                                | 7         | Creu Militar |
| Herbert Hartley                | United Kingdom  | Royal Flying Corps                                                                                 | 7         | |
| Otto Hartmann                  | Germany         | Luftstreitkräfte                                                                                   | 7         | Creu de Ferro |
| Harold Hartney                 | United States   | Royal Flying Corps, US Army Air Service                                                            | 7         | Creu del Servei Distingit, Legió d'Honor i Creu de Guerra (França), Medalla al Valor Militar (Itàlia)                                                       |
| Ludwig Hautzmayer              | Austria-Hungary | Luftfahrtruppen                                                                                    | 7         | Creu al Mèrit Militar, Medalla al Mèrit Militar, Medalla per Valentia                                                                                       |
| Lanoe Hawker                   | United Kingdom  | Royal Flying Corps                                                                                 | 7         | Creu Victòria, Orde del Servei Distingit |
| Ian Henderson                  | United Kingdom  | Royal Flying Corps, Royal Air Force                                                                | 7         | Creu Militar |
| Georg Ritter von Hengl         | Germany         | Luftstreitkräfte                                                                                   | 7         | |
| William Carrall Hilborn        | Canada          | Royal Flying Corps, Royal Air Force                                                                | 7         | Creu dels Vols Distingits |
| Charles Hill                   | United Kingdom  | Royal Flying Corps, Royal Air Force                                                                | 7         | |
| Richard Hill                   | United Kingdom  | Royal Flying Corps, Royal Air Force                                                                | 7         | Creu Militar |
| John Hills                     | United Kingdom  | Royal Flying Corps, Royal Air Force                                                                | 7         | |
| Edward Hoare                   | United Kingdom  | Royal Naval Air Service, Royal Air Force                                                           | 7         | Creu dels Vols Distingits |
| Percy Hobson                   | United Kingdom  | Royal Flying Corps, Royal Air Force                                                                | 7         | Creu Militar |
| Josef Hohly                    | Germany         | Luftstreitkräfte                                                                                   | 7         | |
| Lansing Holden                 | United States   | Aéronautique Militaire, US Army Air Service                                                        | 7         | Creu del Servei Distingit amb una Fulla de Roure |
| Jeffrey B. Home-Hay            | Canada          | Royal Flying Corps, Royal Air Force                                                                | 7         | Creu Militar, Creu dels Vols Distingits |
| Norman William Hustings        | United Kingdom  | Royal Flying Corps, Royal Air Force                                                                | 7         | |
| Kurt Jacob                     | Germany         | Luftstreitkräfte                                                                                   | 7         | |
| Fernand Jacquet                | Belgium         | Belgian Military Aviation                                                                          | 7         | Orde de la Corona, Creu de Guerra (Bèlgica), Legió d'Honor i Creu de Guerra (França), Orde de Santa Anna (Rússia), Creu dels Vols Distingits (Regne Unit)   |
| Otto Jaeger                    | Austria-Hungary | Luftfahrtruppen                                                                                    | 7         | Orde de la Corona de Ferro, Creu al Mèrit Militar, Medalla al Mèrit Militar, Medalla per Valentia, Creu de Ferro                                            |
| Arthur Jarvis                  | Canada          | Royal Flying Corps, Royal Air Force                                                                | 7         | Creu dels Vols Distingits, Creu de Guerra (França) |
| Louis Jarvis                   | United Kingdom  | Royal Flying Corps, Royal Air Force                                                                | 7         | |
| Archie Nathaniel Jenks         | Canada          | Royal Flying Corps, Royal Air Force                                                                | 7         | |
| Karl Jentsch                   | Germany         | Luftstreitkräfte                                                                                   | 7         | |
| Alan Jerrard                   | United Kingdom  | Royal Flying Corps, Royal Air Force                                                                | 7         | Creu Victòria, Medalla al Valor Militar (Itàlia) |
| Martin Johns                   | Germany         | Luftstreitkräfte                                                                                   | 7         | |
| Albert Jones                   | United Kingdom  | Royal Naval Air Service, Royal Air Force                                                           | 7         | |
| George Jones                   | Australia       | Australian Flying Corps, Royal Australian Air Force                                                | 7         | Company del Bany, Cavaller de l'Imperi Britànic, Creu dels Vols Distingits. Arribà a Mariscal de l'Aire.                                                    |
| Hubert Jones                   | United Kingdom  | Royal Flying Corps, Royal Air Force                                                                | 7         | Creu Militar, Creu de la Força Aèria |
| Harold Joslyn                  | Canada          | Royal Flying Corps                                                                                 | 7         | |
| Christian Kairies              | Germany         | Luftstreitkräfte                                                                                   | 7         | |
| Edward Patrick Kenny           | Australia       | Australian Flying Corps                                                                            | 7         | Creu dels Vols Distingits |
| Walter Kirk                    | Australia       | Australian Flying Corps, Royal Australian Air Force                                                | 7         | Creu dels Vols Distingits |
| Frederick John Knowles         | United Kingdom  | Royal Flying Corps, Royal Air Force                                                                | 7         | Medalla Militar |
| Emil Koch                      | Germany         | Luftstreitkräfte                                                                                   | 7         | |
| Hans Koerner                   | Germany         | Luftstreitkräfte                                                                                   | 7         | |
| Yevgraph Kruten                | Russia          | Imperial Army Air Service                                                                          | 7         | Orde de Sant Jordi, Orde de Sant Estanilau, Orde de Santa Anna, Orde de Sant Vladimir, Creu de Guerra (França)                                              |
| Wilhelm Kuehne                 | Germany         | Luftstreitkräfte                                                                                   | 7         | Creu de Ferro |
| Hans Kummetz                   | Germany         | Luftstreitkräfte                                                                                   | 7         | Creu de Ferro |
| Henri Languedoc                | France          | Aéronautique Militaire                                                                             | 7         | Legió d'Honor, Creu de Guerra |
| DeFreest Larner                | United States   | Aéronautique Militaire, US Army Air Service, New York National Guard, United States Army Air Corps | 7         | Creu del Servei Distingit |
| Maurice Le Blanc-Smith         | United Kingdom  | Royal Flying Corps, Royal Air Force                                                                | 7         | Creu dels Vols Distingits |
| Marie Lecog De Kerland         | France          | Aéronautique Militaire                                                                             | 7         | Legió d'Honor, Creu de Guerra |
| Arthur Lee                     | United Kingdom  | Royal Flying Corps, Royal Air Force                                                                | 7         | Creu Militar. Arribà a Vicemariscal de l'Aire. |
| Alfred Alexander Leitch        | Canada          | Royal Flying Corps, Royal Air Force, Royal Canadian Air Force                                      | 7         | Creu Militar, Creu dels Vols Distingits |
| Thomas Le Mesurier             | United Kingdom  | Royal Naval Air Service, Royal Air Force                                                           | 7         | Creu del Servei Distingit amb dues Barres |
| Herman Leptien                 | Germany         | Luftstreitkräfte                                                                                   | 7         | |
| Jean Loste                     | France          | Aéronautique Militaire                                                                             | 7         | Legió d'Honor, Creu de Guerra |
| Albert Lux                     | Germany         | Luftstreitkräfte                                                                                   | 7         | |
| Hector MacDonald               | South Africa    | Royal Flying Corps, Royal Air Force, South African Air Force                                       | 7         | |
| Peter MacDougall               | United Kingdom  | Royal Flying Corps, Royal Air Force                                                                | 7         | Creu Militar |
| Norman MacGregor               | United Kingdom  | Royal Naval Air Service, Royal Air Force                                                           | 7         | Creu del Servei Distingit, Creu dels Vols Distingits |
| John MacKereth                 | United Kingdom  | Royal Flying Corps, Royal Air Force                                                                | 7         | |
| William MacLanachan            | United Kingdom  | Royal Flying Corps, Royal Air Force                                                                | 7         | |
| Malcolm MacLeod                | Canada          | Royal Flying Corps, Royal Air Force, Royal Canadian Air Force                                      | 7         | Creu dels Vols Distingits, Creu de Guerra (Bèlgica) |
| Henry Maddocks                 | United Kingdom  | Royal Flying Corps, Royal Air Force                                                                | 7         | Creu Militar |
| Josef von Maier                | Austria-Hungary | Luftfahrtruppen                                                                                    | 7         | Orde de la Corona de Ferro, Medalla al Mèrit Militar, Orde de Leopold                                                                                       |
| Alexandre Marty                | France          | Aéronautique Militaire                                                                             | 7         | Legió d'Honor, Creu de Guerra |
| Roy McConnell                  | Canada          | Royal Flying Corps, Royal Air Force                                                                | 7         | Creu dels Vols Distingits |
| Paul McGinness                 | Australia       | Australian Flying Corps, Royal Australian Air Force                                                | 7         | Creu dels Vols Distingits, Medalla de la Conducta Distingida                                                                                                |
| Karl Mendel                    | Germany         | Luftstreitkräfte                                                                                   | 7         | |
| Xavier Moissinac               | France          | Aéronautique Militaire                                                                             | 7         | Medalla Militar, Creu de Guerra |
| Ernest Stanley Moore           | United Kingdom  | Royal Flying Corps, Royal Air Force                                                                | 7         | |
| Ernest Thomas Morrow           | Canada          | Royal Flying Corps, Royal Air Force                                                                | 7         | Creu dels Vols Distingits |
| William Nel                    | South Africa    | Royal Flying Corps, Royal Air Force                                                                | 7         | Retirat com Capità de Grup. |
| Alfred Niederhoff              | Germany         | Luftstreitkräfte                                                                                   | 7         | |
| Charles Odell                  | United Kingdom  | Royal Flying Corps, Royal Air Force                                                                | 7         | |
| Augustus Orlebar               | United Kingdom  | Royal Flying Corps, Royal Air Force                                                                | 7         | |
| Paul von Osterroht             | Germany         | Luftstreitkräfte                                                                                   | 7         | |
| Hugh Owen                      | United Kingdom  | Royal Flying Corps, Royal Air Force                                                                | 7         | |
| Robert Owen                    | United Kingdom  | Royal Flying Corps, Royal Air Force                                                                | 7         | |
| John Albert Page               | Canada          | Royal Naval Air Service                                                                            | 7         | |
| Arthur Palliser                | Australia       | Australian Flying Corps                                                                            | 7         | |
| William Patrick                | United Kingdom  | Royal Flying Corps, Royal Air Force                                                                | 7         | |
| William Pearson                | United Kingdom  | Royal Flying Corps, Royal Air Force                                                                | 7         | |
| Pierre Pendaries               | France          | Aéronautique Militaire                                                                             | 7         | Legió d'Honor, Medalla Militar, Creu de Guerra |
| George Peters                  | Australia       | Australian Flying Corps                                                                            | 7         | Creu dels Vols Distingits |
| Paul Petit                     | France          | Aéronautique Militaire                                                                             | 7         | Legió d'Honor, Creu de Guerra |
| Orazio Pierozzi                | Italy           | Corpo Aeronautico Militare                                                                         | 7         | Medalla al Valor Militar |
| Richard Plange                 | Germany         | Luftstreitkräfte                                                                                   | 7         | |
| Frank Potter                   | United Kingdom  | Royal Flying Corps                                                                                 | 7         | Medalla Militar |
| Stuart Harvey Pratt            | United Kingdom  | Royal Flying Corps, Royal Air Force                                                                | 7         | |
| John Carberry Preston          | United Kingdom  | Royal Flying Corps, Royal Air Force                                                                | 7         | |
| Stephen Price                  | United Kingdom  | Royal Flying Corps, Royal Air Force                                                                | 7         | Creu Militar |
| William Price                  | United Kingdom  | Royal Flying Corps, Royal Air Force                                                                | 7         | |
| Johann Puetz                   | Germany         | Luftstreitkräfte                                                                                   | 7         | |
| Stanley Puffer                 | Canada          | Royal Flying Corps, Royal Air Force, Royal Canadian Air Force                                      | 7         | |
| Josef Raesch                   | Germany         | Luftstreitkräfte                                                                                   | 7         | Creu de Ferro |
| Lewis Ray                      | Canada          | Royal Flying Corps, Royal Air Force                                                                | 7         | |
| Alec Reid                      | Regne Unit      | Royal Flying Corps, Royal Air Force                                                                | 7         | Creu dels Vols Distingits |
| Cosimo Rennella                | Italy           | Corpo Aeronautico Militare                                                                         | 7         | Medalla al Valor Militar |
| Lancelot Richardson            | Austràlia       | Royal Flying Corps                                                                                 | 7         | Creu Militar |
| Antonio Riva                   | Italy           | Corpo Aeronautico Militare                                                                         | 7         | Medalla al Valor Militar |
| Charles Robb                   | United Kingdom  | Royal Flying Corps, Royal Air Force                                                                | 7         | Creu dels Vols Distingits. Arribà a Mariscal en Cap de l'Aire                                                                                               |
| Wendel Robertson               | United States   | US Army Air Service                                                                                | 7         | |
| Charles Robinson               | United Kingdom  | Royal Naval Air Service, Royal Air Force                                                           | 7         | Creu dels Vols Distingits |
| Jean C. Romatet                | France          | Aéronautique Militaire                                                                             | 7         | Legió d'Honor, Creu de Guerra. Arribà a General durant la II Guerra Mundial.                                                                                |
| Leslie Rummell                 | United States   | US Army Air Service                                                                                | 7         | Creu del Servei Distingit |
| Howard Saint                   | United Kingdom  | Royal Naval Air Service                                                                            | 7         | Creu del Servei Distingit |
| Paul Santelli                  | France          | Aéronautique Militaire                                                                             | 7         | Medalla Militar, Creu de Guerra |
| Douglas Savage                 | United Kingdom  | Royal Flying Corps, Royal Air Force                                                                | 7         | Creu Militar |
| Victor Sayaret                 | France          | Aéronautique Militaire                                                                             | 7         | Legió d'Honor, Medalla Militar, Creu de Guerra |
| Harry Scandrett                | United Kingdom  | Royal Flying Corps, Royal Air Force                                                                | 7         | |
| Gustav Schneidewind            | Germany         | Luftstreitkräfte                                                                                   | 7         | Creu al Mèrit Militar, Creu de Ferro |
| Karl Schoen                    | United States   | US Army Air Service                                                                                | 7         | Creu del Servei Distingit |
| Marat Schumm                   | Germany         | Luftstreitkräfte                                                                                   | 7         | |
| Kenneth A. Seth-Smith          | United Kingdom  | Royal Flying Corps, Royal Air Force                                                                | 7         | |
| Sumner Sewall                  | United States   | US Army Air Service                                                                                | 7         | Creu del Servei Distingit amb una Fulla de Roure, Legió d'Honor i Creu de Guerra (França), Orde de Leopold II (Bèlgica). Posteriorment Governador de Maine. |
| Leonard Slatter                | South Africa    | Royal Naval Air Service, Royal Air Force                                                           | 7         | Creu del Servei Distingit amb Barra, Creu dels Vols Distingits. Fet Cavaller. Promogut a Mariscal de l'Aire                                                 |
| Emerson Smith                  | Canada          | Royal Flying Corps, Royal Air Force                                                                | 7         | |
| Frederick Stanton              | United Kingdom  | Royal Flying Corps, Royal Air Force                                                                | 7         | Medalla de la Conducta Distingida, Creu de Guerra (Bélgica)                                                                                                 |
| Charles Steele                 | United Kingdom  | Royal Flying Corps, Royal Air Force                                                                | 7         | Creu dels Vols Distingits. Fet Cavaller. Promogut a Mariscal de l'Aire                                                                                      |
| Charles Stone                  | Australia       | Australian Flying Corps                                                                            | 7         | |
| Gilbert Strange                | United Kingdom  | Royal Flying Corps, Royal Air Force                                                                | 7         | |
| Georg Strasser                 | Germany         | Luftstreitkräfte                                                                                   | 7         | |
| Vladimir Strizhesky            | Russia          | Imperial Army Air Service                                                                          | 7         | Creu de Sant Jordi (les 4 classes), Orde de la Corona (Romania)                                                                                             |
| Charles Stubbs                 | United Kingdom  | Royal Flying Corps, Royal Air Force                                                                | 7         | |
| Oliver Sutton                  | United Kingdom  | Royal Naval Air Service, Royal Air Force                                                           | 7         | Creu Militar |
| Arthur Taylor                  | United Kingdom  | Royal Flying Corps                                                                                 | 7         | |
| Merrill Samuel Taylor          | Canada          | Royal Naval Air Service, Royal Air Force                                                           | 7         | Creu de Guerra (França) |
| James Tennant                  | United Kingdom  | Royal Flying Corps, Royal Air Force                                                                | 7         | Creu Militar |
| Gabriel Thomas                 | France          | Aéronautique Militaire                                                                             | 7         | Legió d'Honor, Creu de Guerra |
| David Tidmarsh                 | United Kingdom  | Royal Flying Corps, Royal Air Force                                                                | 7         | Creu Militar |
| William Tinsley                | United Kingdom  | Royal Flying Corps, Royal Air Force                                                                | 7         | |
| Alexander Tranter              | United Kingdom  | Royal Air Force                                                                                    | 7         | |
| Karl Treiber                   | Germany         | Luftstreitkräfte                                                                                   | 7         | |
| Norman Trescowthick            | Australia       | Australian Flying Corps                                                                            | 7         | Creu dels Vols Distingits |
| Francis Turner                 | United Kingdom  | Royal Flying Corps, Royal Air Force                                                                | 7         | Creu Militar, Creu dels Vols Distingits |
| Kurt Ungewitter                | Germany         | Luftstreitkräfte                                                                                   | 7         | Creu de Ferro |
| Awdry Vaucour                  | United Kingdom  | Royal Flying Corps, Royal Air Force                                                                | 7         | Creu Militar amb Barra, Creu dels Vols Distingits, Medalla al Valor Militar (Itàlia)                                                                        |
| Marie Vitalis                  | France          | Aéronautique Militaire                                                                             | 7         | Legió d'Honor, Medalla Militar, Creu de Guerra |
| Joseph Vuillemin               | France          | Aéronautique Militaire                                                                             | 7         | Legió d'Honor, Creu de Guerra. Comandà la Força Aèria Francesa entre 1939-40.                                                                               |
| Harold Walkerdine              | United Kingdom  | Royal Flying Corps, Royal Air Force                                                                | 7         | Creu Militar |
| Franz Walz                     | Germany         | Luftstreitkräfte, Luftwaffe                                                                        | 7         | Pour le Merite, Orde de la Casa de Hohenzollern, Creu de Ferro. Promogut a Generalleutnant Durant la II Guerra Mundial.                                     |
| Eugene Weismann                | France          | Aéronautique Militaire                                                                             | 7         | Legió d'Honor, Medalla Militar, Creu de Guerra |
| James Wellwood                 | Australia       | Australian Flying Corps                                                                            | 7         | Creu dels Vols Distingits |
| Johannes Werner                | Germany         | Luftstreitkräfte                                                                                   | 7         | |
| Harold Albert White            | United Kingdom  | Royal Flying Corps, Royal Air Force                                                                | 7         | Creu dels Vols Distingits |
| Hugh White                     | United Kingdom  | Royal Flying Corps, Royal Air Force                                                                | 7         | Company del Bany, Orde de l'Imperi Britànic. Promogut a Vicemariscal de l'Aire.                                                                             |
| Percy Williams                 | United Kingdom  | Royal Flying Corps, Royal Air Force                                                                | 7         | |
| Percy Wilson                   | United Kingdom  | Royal Flying Corps, Royal Air Force                                                                | 7         | Creu Militar, Creu de Guerra (França) |
| Albert Woodbridge              | United Kingdom  | Royal Flying Corps, Royal Air Force                                                                | 7         | |